# John E. Douglas
John Edward Douglas (* 18. Juni 1945 in Brooklyn) ist ein US-amerikanischer Kriminalist und Publizist. Als einer der ersten Profiler des FBI wirkte er an der Fahndung nach mehreren Serienmördern mit.

## Leben
Douglas diente von 1966 bis 1970 in der United States Air Force und trat dann in den Dienst des FBI. Er arbeitete zunächst in Detroit und dann in Milwaukee als Scharfschütze für das SWAT und führte später Verhandlungen mit Geiselnehmern. 1977 wurde er zur Behavioral Analysis Unit versetzt und erhielt einen Lehrauftrag für das Führen solcher Verhandlungen sowie angewandte Kriminalpsychologie an der FBI-Akademie. Er schuf gegen anfangs nicht unerhebliche Widerstände das Profiling-Programm des FBI und wurde 1990 zum Leiter der Investigative Support Unit innerhalb des National Center for the Analysis of Violent Crime ernannt.
Aufgrund von Verhören bereits inhaftierter Serienmörder wie unter anderem David Berkowitz, Ted Bundy, John Wayne Gacy schuf Douglas das Crime Classification Manual des FBI.  Während der Arbeit am Fall des Green River Killers erlitt Douglas einen beinahe tödlichen Zusammenbruch aufgrund einer Enzephalitis und Überarbeitung. 1995 trat er in den Ruhestand.

Douglas hat drei Kinder und lebt mit seiner Frau in Fredericksburg in Virginia.

## Auszeichnungen
- Jefferson Award der Universität von Virginia für die Mitarbeit an der Studie „Sexual Homicide: Patterns and Motives“
- Jefferson Award für das „Crime Classification Manual“

## Werke (Auswahl)
- John Douglas, Mark Olshaker: Jäger in der Finsternis. ISBN 3-455-15016-0
- John Douglas, Mark Olshaker: Die Seele des Mörders 25 Jahre in der FBI-Spezialeinheit für Serienverbrechen. ISBN 3-455-15006-3
- John Douglas, Mark Olshaker: Mörder aus Besessenheit Der Top-Agent des FBI jagt Sexualverbrecher. ISBN 3-455-11265-X
- John Douglas, Mark Olshaker: Anatomie des Mörders Der Top-Agent des FBI enthüllt die Motive von Gewaltverbrechern. ISBN 3-442-15069-5
- John Douglas, Johnny Dodd: Das Profil eines Mörders Die lange Jagd nach dem BTK-Serienkiller. ISBN 978-3-527-50358-2
- John Douglas, Mark Olshaker: Mindhunter – Die spektakulärsten Fälle der FBI-Spezialeinheit für Serienverbrechen. Das Buch zur Netflix-Originalserie. ISBN 978-3-7423-1299-0